# Peter Wisgerhof
Peter Wisgerhof (Wageningen, 19 november 1979) is een Nederlands voormalig voetballer. Hij kwam in zijn loopbaan uit voor SBV Vitesse, N.E.C. en FC Twente. In 2010 en 2011 kwam hij twee keer uit voor het Nederlands voetbalelftal.

## Clubcarrière
Wisgerhof werd op jonge leeftijd door de Vitesse Voetbal Academie gescout bij ONA '53. Hij speelde 7 jaar in de jeugd bij Vitesse, hij begon in de B1, en maakte in het seizoen 1999/00 zijn debuut in de hoofdmacht. Hij speelde 15 wedstrijden dat seizoen en mocht van Vitesse verhuurd worden. N.E.C. nam de verdediger over en na een huurperiode van een jaar werd hij ook definitief ingelijfd door de club uit Nijmegen. Tot de winterstop van seizoen 2008/09 speelde hij bij N.E.C. en was hij tevens aanvoerder van de ploeg. Op 14 januari 2009 maakte hij de overstap naar FC Twente, die een opvolger zochten voor de naar Ajax vertrokken Rob Wielaert. Hij tekende voor 3,5 jaar.
Wisgerhof groeide al snel uit tot een vaste basiskracht bij de Tukkers. In zijn tweede seizoen werd hij kampioen met het elftal. In de zomer van 2010 nam Wisgerhof de aanvoerdersband over van de vertrekkende Blaise Nkufo en mocht niet lang daarna de Johan Cruijff Schaal namens de club in ontvangst nemen. Rond de winterstop van seizoen 2010/11 verlengde hij zijn contract bij FC Twente tot medio 2013 met een optie voor een extra jaar. In mei 2011 nam Wisgerhof als aanvoerder ook de KNVB beker in ontvangst. Bij de start van het nieuwe seizoen won hij met het elftal opnieuw de Johan Cruijff Schaal. In de slotfase van het seizoen moest Wisgerhof enige tijd verstek laten gaan vanwege een blessure. Toch kwam hij in 43 officiële wedstrijden in actie en scoorde daarin viermaal.
In januari 2014 maakte Wisgerhof bekend na het lopende seizoen weg te gaan bij FC Twente. Op 3 mei 2014 speelde hij zijn laatste wedstrijd voor FC Twente. In een wedstrijd tegen PEC Zwolle kwam hij enkele minuten voor tijd als vervanger van Andreas Bjelland het veld in. Wisgerhof had eerder laten weten een vervolg van zijn voetballoopbaan niet uit te sluiten, maar vond in de zomer van 2014 geen nieuwe club. Hij ging in een lager team bij zijn jeugdclub ONA '53 spelen.
Wisgerhof is werkzaam in het verhuurbedrijf van zijn familie. Sinds 2015 zit hij in de raad van commissarissen van N.E.C. waar hij de portefeuille technische zaken heeft. In 2016 was hij tijdelijk technisch directeur.

## Nationale elftal
Wisgerhof speelde 13 maal in Jong Oranje en maakte daarin 1 doelpunt. In oktober van 2010 werd hij door Bert van Marwijk op 30-jarige leeftijd voor het eerst opgeroepen voor het Nederlands elftal. Op 17 november 2010 maakte Wisgerhof in de oefenwedstrijd tegen Turkije zijn debuut in het Nederlands elftal als invaller direct na de rust voor de geblesseerd geraakte Joris Mathijsen.
| Interlands van Peter Wisgerhof voor Nederland | Interlands van Peter Wisgerhof voor Nederland | Interlands van Peter Wisgerhof voor Nederland | Interlands van Peter Wisgerhof voor Nederland | Interlands van Peter Wisgerhof voor Nederland | Interlands van Peter Wisgerhof voor Nederland |
| №                                             | Datum                                         | Wedstrijd                                     | Uitslag                                       | Soort Wedstrijd                               | Doelpunten                                    |
| Als speler bij FC Twente                      | Als speler bij FC Twente                      | Als speler bij FC Twente                      | Als speler bij FC Twente                      | Als speler bij FC Twente                      | Als speler bij FC Twente                      |
| --------------------------------------------- | --------------------------------------------- | --------------------------------------------- | --------------------------------------------- | --------------------------------------------- | --------------------------------------------- |
| 1.                                            | 17 november 2010                              | Nederland – Turkije                           | 1 – 0                                         | Vriendschappelijk                             | 0                                             |
| 2.                                            | 9 februari 2011                               | Nederland – Oostenrijk                        | 3 – 1                                         | Vriendschappelijk                             | 0                                             |

## Erelijst
- Landskampioen Nederland: 2010 (FC Twente)
- Johan Cruijff Schaal: 2010, 2011 (FC Twente)
- KNVB beker: 2011 (FC Twente)

## Statistieken

### Clubwedstrijden
| Seizoen        | Club           | Competitie     | Competitie | Competitie | Beker | Beker | Continentaal1 | Continentaal1 | Overig2 | Overig2 | Totaal | Totaal |
| Seizoen        | Club           | Competitie     | Wed.       | Dlp.       | Wed.  | Dlp.  | Wed.          | Dlp.          | Wed.    | Dlp.    | Wed.   | Dlp.   |
| -------------- | -------------- | -------------- | ---------- | ---------- | ----- | ----- | ------------- | ------------- | ------- | ------- | ------ | ------ |
| 1999/00        | Vitesse        | Eredivisie     | 15         | 0          | 0     | 0     | 3             | 0             | –       | –       | 18     | 0      |
| Clubtotaal     | Clubtotaal     | Clubtotaal     | 15         | 0          | 0     | 0     | 3             | 0             | 0       | 0       | 18     | 0      |
| 2000/01        | N.E.C.         | Eredivisie     | 34         | 4          | 4     | 1     | –             | –             | –       | –       | 38     | 5      |
| 2001/02        | N.E.C.         | Eredivisie     | 30         | 1          | 1     | 0     | –             | –             | –       | –       | 31     | 1      |
| 2002/03        | N.E.C.         | Eredivisie     | 32         | 1          | 4     | 0     | –             | –             | –       | –       | 36     | 1      |
| 2003/04        | N.E.C.         | Eredivisie     | 33         | 1          | 1     | 0     | 2             | 0             | –       | –       | 36     | 1      |
| 2004/05        | N.E.C.         | Eredivisie     | 27         | 1          | 1     | 0     | 2             | 0             | –       | –       | 30     | 1      |
| 2005/06        | N.E.C.         | Eredivisie     | 31         | 0          | 4     | 1     | –             | –             | 3       | 0       | 38     | 1      |
| 2006/07        | N.E.C.         | Eredivisie     | 34         | 2          | 2     | 0     | –             | –             | 2       | 1       | 38     | 3      |
| 2007/08        | N.E.C.         | Eredivisie     | 32         | 1          | 3     | 1     | –             | –             | 6       | 0       | 41     | 2      |
| 2008/09        | N.E.C.         | Eredivisie     | 17         | 2          | 1     | 0     | 6             | 0             | –       | –       | 24     | 2      |
| Clubtotaal     | Clubtotaal     | Clubtotaal     | 270        | 13         | 21    | 3     | 10            | 0             | 11      | 1       | 312    | 17     |
| 2008/09        | FC Twente      | Eredivisie     | 17         | 3          | 4     | 0     | –             | –             | –       | –       | 21     | 3      |
| 2009/10        | FC Twente      | Eredivisie     | 33         | 1          | 4     | 0     | 12            | 0             | –       | –       | 49     | 1      |
| 2010/11        | FC Twente      | Eredivisie     | 32         | 0          | 5     | 0     | 11            | 1             | 1       | 0       | 49     | 1      |
| 2011/12        | FC Twente      | Eredivisie     | 26         | 4          | 2     | 0     | 12            | 0             | 3       | 0       | 43     | 4      |
| 2012/13        | FC Twente      | Eredivisie     | 11         | 0          | 1     | 0     | 8             | 1             | 1       | 0       | 21     | 1      |
| 2013/14        | FC Twente      | Eredivisie     | 1          | 0          | 0     | 0     | –             | –             | –       | –       | 1      | 0      |
| 2013/14        | Jong FC Twente | Eerste divisie | 2          | 0          | –     | –     | –             | –             | –       | –       | 2      | 0      |
| Clubtotaal     | Clubtotaal     | Clubtotaal     | 122        | 8          | 16    | 0     | 43            | 2             | 4       | 0       | 185    | 10     |
| Carrièretotaal | Carrièretotaal | Carrièretotaal | 407        | 21         | 37    | 3     | 56            | 2             | 15      | 1       | 505    | 27     |

### Interlands
| Seizoen         | Land            | Vriendschappelijk | Vriendschappelijk | Officieel | Officieel | Totaal | Totaal |
| Seizoen         | Land            | Wed.              | Dlp.              | Wed.      | Dlp.      | Wed.   | Dlp.   |
| --------------- | --------------- | ----------------- | ----------------- | --------- | --------- | ------ | ------ |
| 2010/11         | Nederland       | 2                 | 0                 | 0         | 0         | 2      | 0      |
| Carrière totaal | Carrière totaal | 2                 | 0                 | 0         | 0         | 2      | 0      |

Bijgewerkt op 12 apr 2011 14:52 (CEST)